# Vouge
Vouge – rzeka we Francji, przepływająca przez teren departamentu Côte-d’Or, o długości 33 km. Stanowi dopływ rzeki Saona.